# Alexandra Keresztesi
Alexandra Keresztesi, född 26 april 1983 i Budapest, är en ungersk-argentinsk kanotist.
Hon tog bland annat VM-guld i K-4 1000 meter i samband med sprintvärldsmästerskapen i kanotsport 2006 i Szeged.